# Monlezun
Ne doit pas être confondu avec Monlezun-d'Armagnac.
Monlezun (Montlesun en gascon) est une commune française située dans le sud du département du Gers en région Occitanie.
La commune possède un patrimoine naturel remarquable composé d'une zone naturelle d'intérêt écologique, faunistique et floristique.

## Géographie

### Localisation

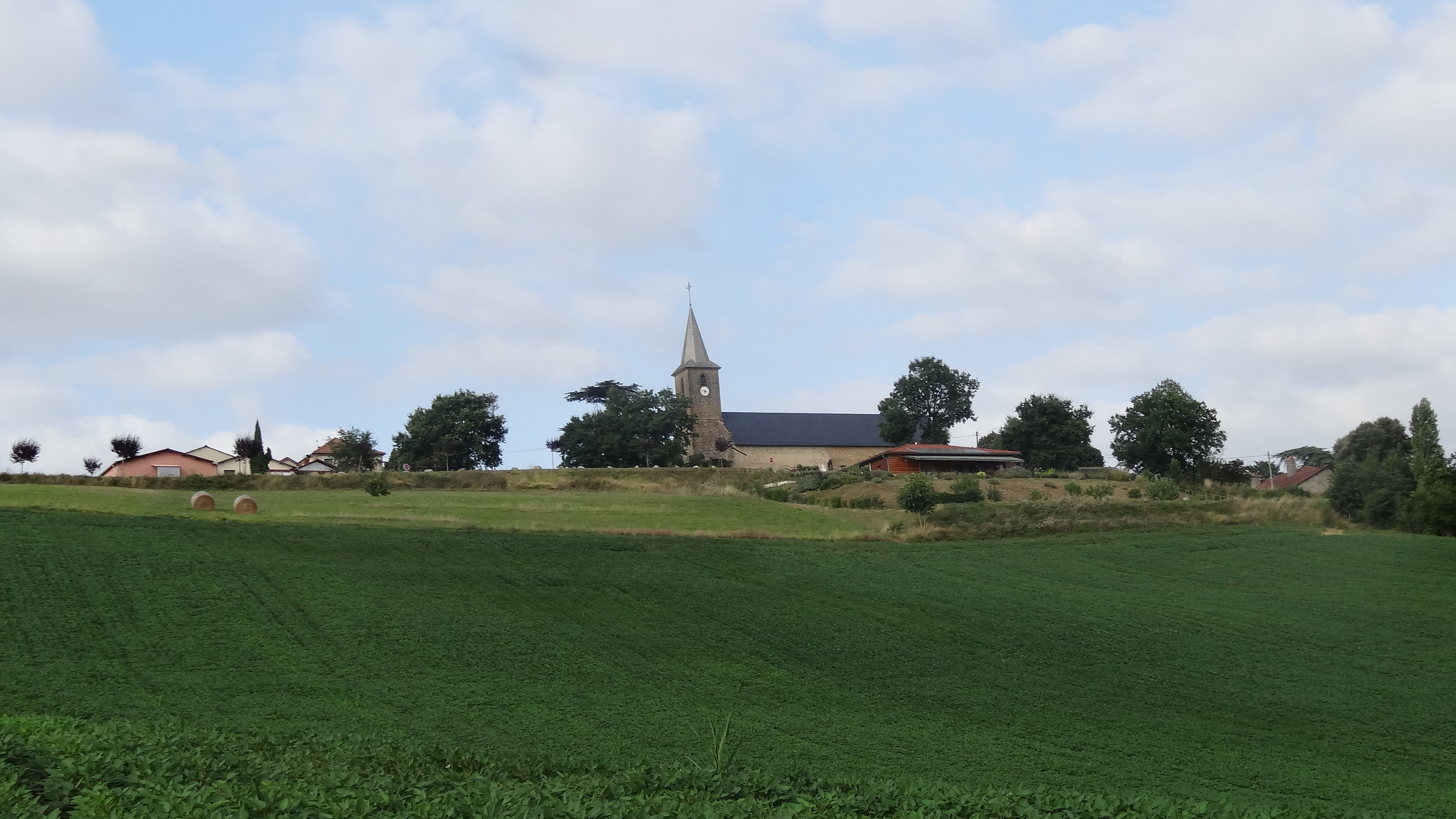
Vue sud du village.

Monlezun est une commune de Gascogne située sur une éminence entre deux sites touristiques locaux majeurs : le castelnau de Tillac et la bastide tournée vers le jazz qu'est Marciac. Il est visible de la route départementale 3.
Sur le plan historique et culturel, la commune est dans le pays d'Astarac, un territoire du sud gersois très vallonné, au sol argileux, qui longe le plateau de Lannemezan.
Monlezun se trouve dans la zone d'emploi d'Auch et le bassin de vie de Marciac

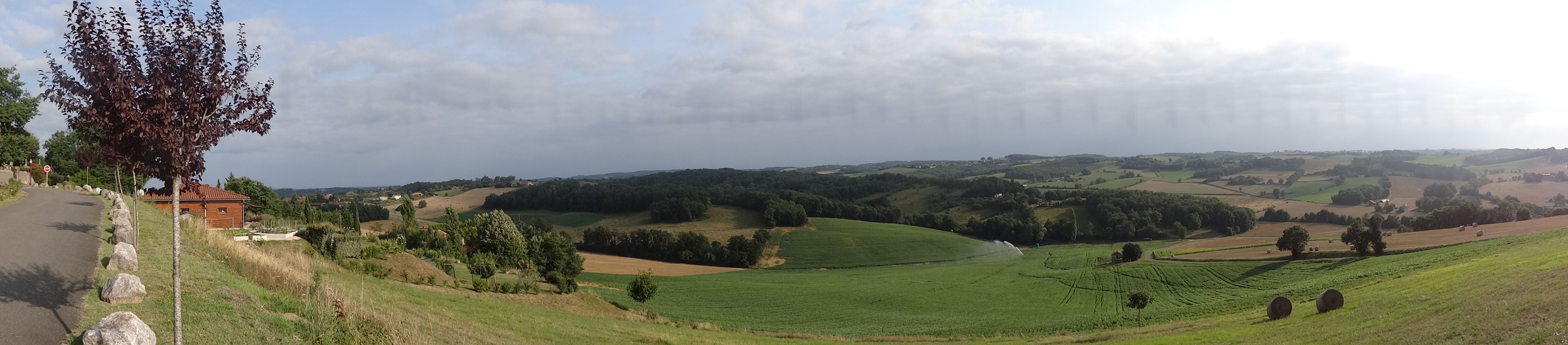
Vue panoramique depuis le village.

### Communes limitrophes
Les communes limitrophes sont  Blousson-Sérian, Laveraët, Marciac, Pallanne, Ricourt, Saint-Christaud, Tillac et Troncens.
| Marciac                              | Laveraët | Saint-Christaud |
| Ricourt                              | Monlezun | Pallanne        |
| Blousson-Sérian (par un quadripoint) | Troncens | Tillac          |

### Géologie et relief
La superficie de la commune est de 17,35 km2 ; son altitude varie de 155  à   260 mètres.

### Hydrographie

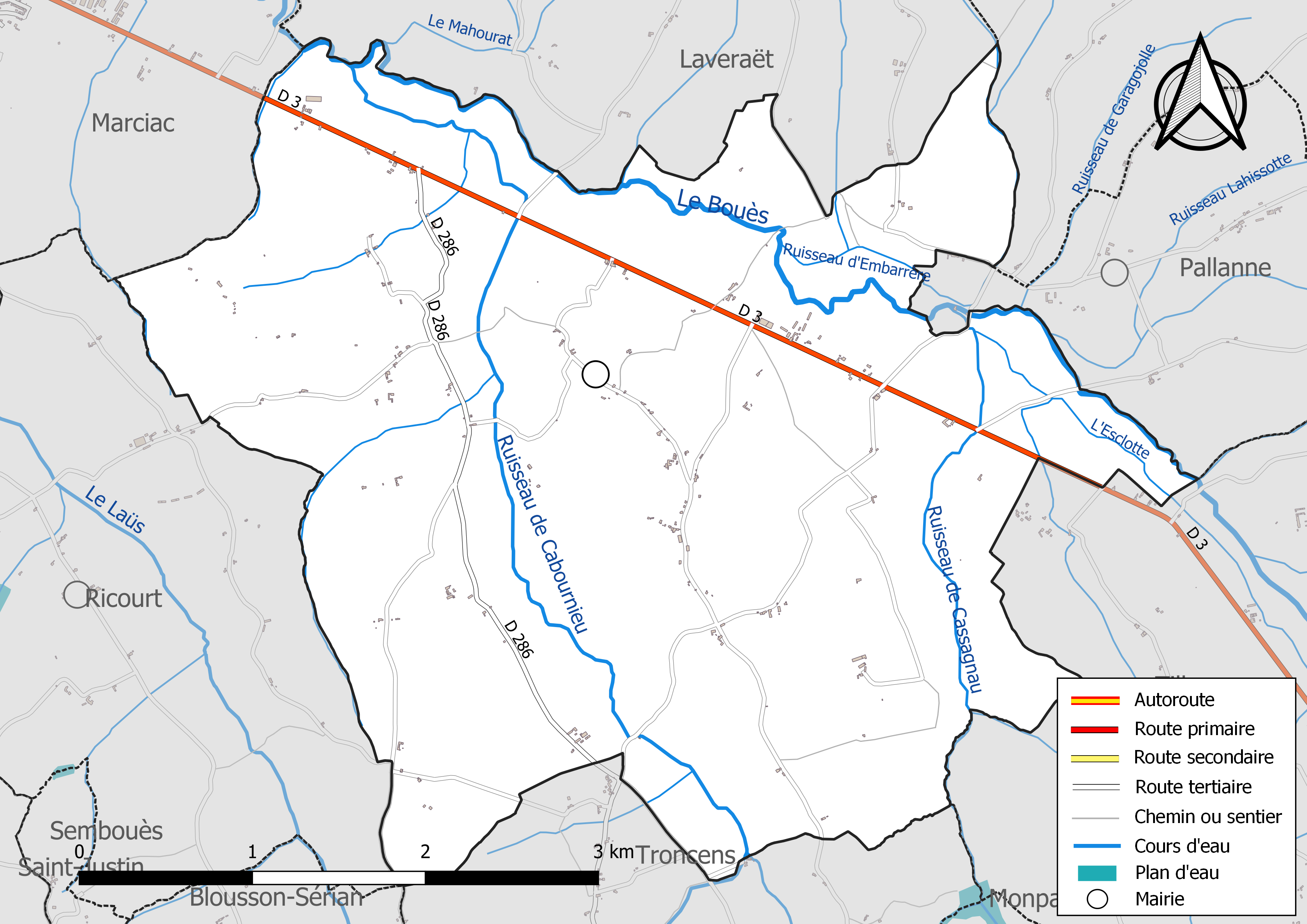
Réseaux hydrographique et routier de Monlezun.

La commune est dans le bassin de l'Adour, au sein du bassin hydrographique Adour-Garonne.
Elle est drainée par le Bouès, le Cabournieu, le ruisseau de Cassagnau, l'Esclotte, le ruisseau de la Pandelle, le ruisseau d'Embarrère le ruisseau Lahissotte et par divers petits cours d'eau, qui constituent un réseau hydrographique de 24 km de longueur totale,.
Le Bouès, d'une longueur totale de 62,5 km, prend sa source dans la commune de Burg et s'écoule vers le nord. Il traverse la commune et se jette dans l'Arros à Beaumarchés, après avoir traversé 32 communes.
Le Cabournieu, d'une longueur totale de 11,3 km, prend sa source dans la commune de Troncens et s'écoule du sud-est vers le nord-ouest. Il se jette dans le Bouès sur le territoire communal.

### Climat
Pour des articles plus généraux, voir Climat de l'Occitanie et Climat du Gers.
En 2010, le climat de la commune est de type climat océanique altéré, selon une étude s'appuyant sur une série de données couvrant la période 1971-2000. En 2020, Météo-France publie une typologie des climats de la France métropolitaine dans laquelle la commune est toujours exposée à un climat océanique altéré et est dans une zone de transition entre les régions climatiques « Pyrénées atlantiques » et « Pyrénées centrales ».
Pour la période 1971-2000, la température annuelle moyenne est de 13,3 °C, avec une amplitude thermique annuelle de 14,8 °C. Le cumul annuel moyen de précipitations est de 899 mm, avec 10,7 jours de précipitations en janvier et 6,7 jours en juillet. Pour la période 1991-2020, la température moyenne annuelle observée sur la station météorologique la plus proche, située sur la commune de Peyrusse-Grande à 15 km à vol d'oiseau, est de 13,7 °C et le cumul annuel moyen de précipitations est de 835,1 mm,. Pour l'avenir, les paramètres climatiques de la commune estimés pour 2050 selon différents scénarios d'émission de gaz à effet de serre sont consultables sur un site dédié publié par Météo-France en novembre 2022.

### Milieux naturels et biodiversité

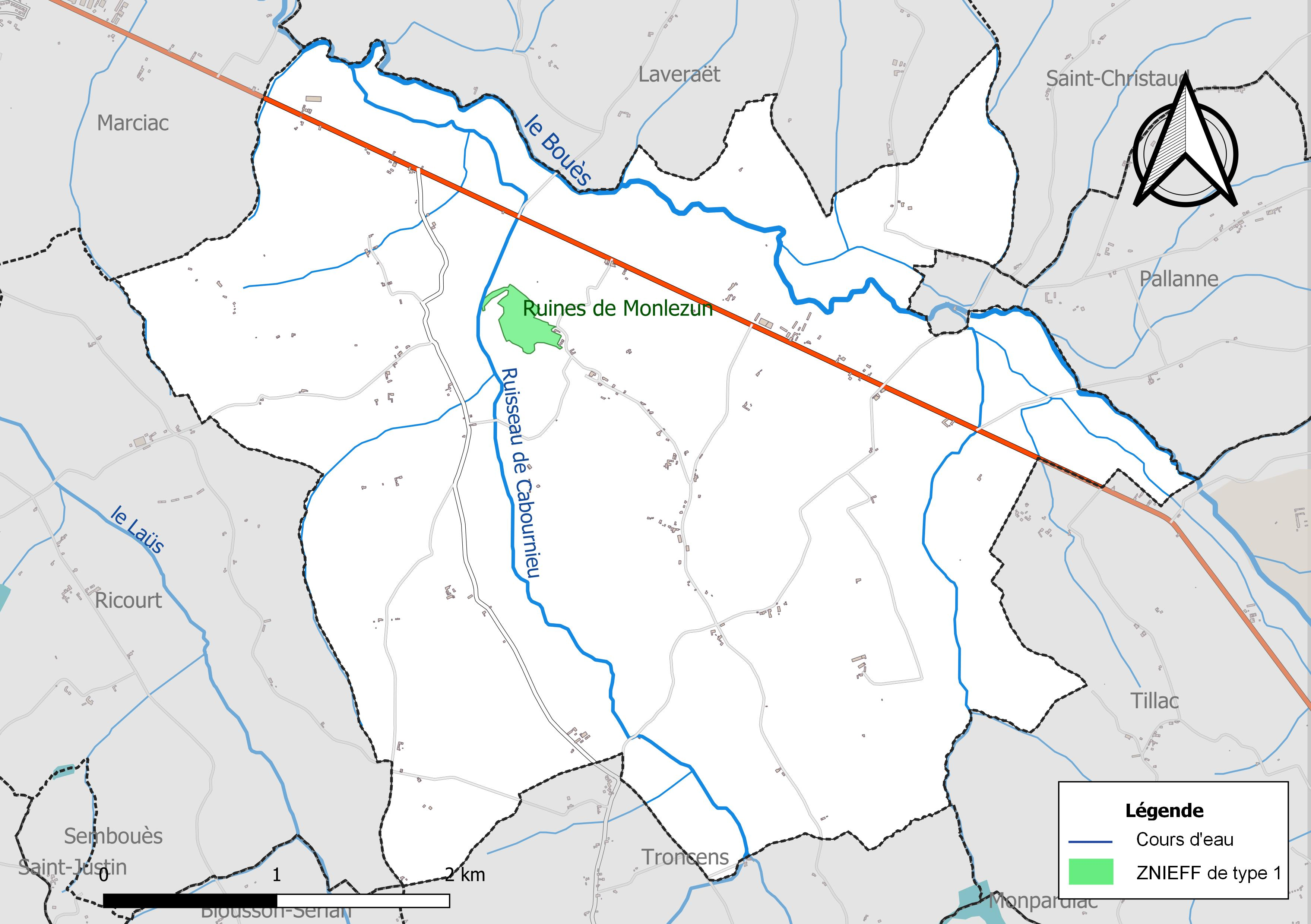
Carte de la ZNIEFF de type 1 localisée sur la commune.

L’inventaire des zones naturelles d'intérêt écologique, faunistique et floristique (ZNIEFF) a pour objectif de réaliser une couverture des zones les plus intéressantes sur le plan écologique, essentiellement dans la perspective d’améliorer la connaissance du patrimoine naturel national et de fournir aux différents décideurs un outil d’aide à la prise en compte de l’environnement dans l’aménagement du territoire.
Une ZNIEFF de type 1 est recensée sur la commune :
les « Ruines de Monlezun » (8 ha).

## Urbanisme

### Typologie
Au 1er janvier 2024, Monlezun est catégorisée commune rurale à habitat très dispersé, selon la nouvelle grille communale de densité à sept niveaux définie par l'Insee en 2022.
Elle est située hors unité urbaine et hors attraction des villes,.

### Occupation des sols

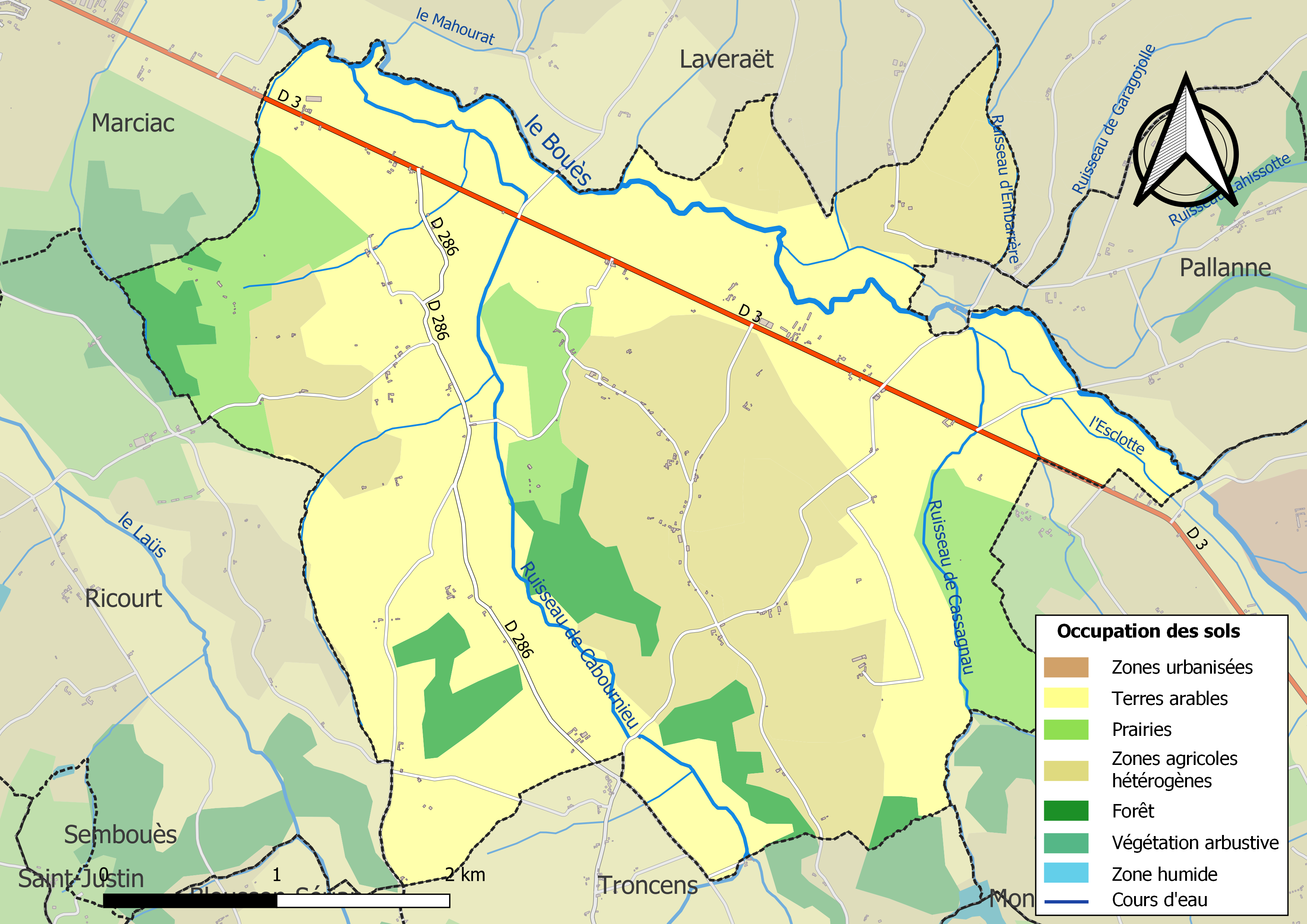
Carte des infrastructures et de l'occupation des sols de la commune en 2018 (CLC).

L'occupation des sols de la commune, telle qu'elle ressort de la base de données européenne d’occupation biophysique des sols Corine Land Cover (CLC), est marquée par l'importance des territoires agricoles (93,6 % en 2018), une proportion identique à celle de 1990 (93,6 %). La répartition détaillée en 2018 est la suivante : 
terres arables (56,8 %), zones agricoles hétérogènes (28,5 %), prairies (8,3 %), forêts (6,4 %). L'évolution de l’occupation des sols de la commune et de ses infrastructures peut être observée sur les différentes représentations cartographiques du territoire : la carte de Cassini (XVIIIe siècle), la carte d'état-major (1820-1866) et les cartes ou photos aériennes de l'IGN pour la période actuelle (1950 à aujourd'hui).

### Habitat et logement
En 2021, le nombre total de logements dans la commune était de 109, alors qu'il était de 108 en 2016 et de 102 en 2011.
Parmi ces logements, 75,3 % étaient des résidences principales, 18,3 % des résidences secondaires et 6,4 % des logements vacants. Ces logements étaient pour 95,6 % d'entre eux des maisons individuelles et pour 0,9 % des appartements.
Le tableau ci-dessous présente la typologie des logements à Monlezun en 2021 en comparaison avec celle du Gers et de la France entière. Une caractéristique marquante du parc de logements est ainsi une proportion de résidences secondaires et logements occasionnels (18,3 %) supérieure à celle du département (9,6 %) et à celle de la France entière (9,7 %).
| Typologie                                               | Monlezun | Gers | France entière |
| ------------------------------------------------------- | -------- | ---- | -------------- |
| Résidences principales (en %)                           | 75,3     | 80,4 | 82,2           |
| Résidences secondaires et logements occasionnels (en %) | 18,3     | 9,6  | 9,7            |
| Logements vacants (en %)                                | 6,4      | 10   | 8,1            |

### Risques naturels et technologiques
Le territoire de la commune de Monlezun est vulnérable à différents aléas naturels : météorologiques (tempête, orage, neige, grand froid, canicule ou sécheresse) et séisme (sismicité faible). Un site publié par le BRGM permet d'évaluer simplement et rapidement les risques d'un bien localisé soit par son adresse soit par le numéro de sa parcelle.

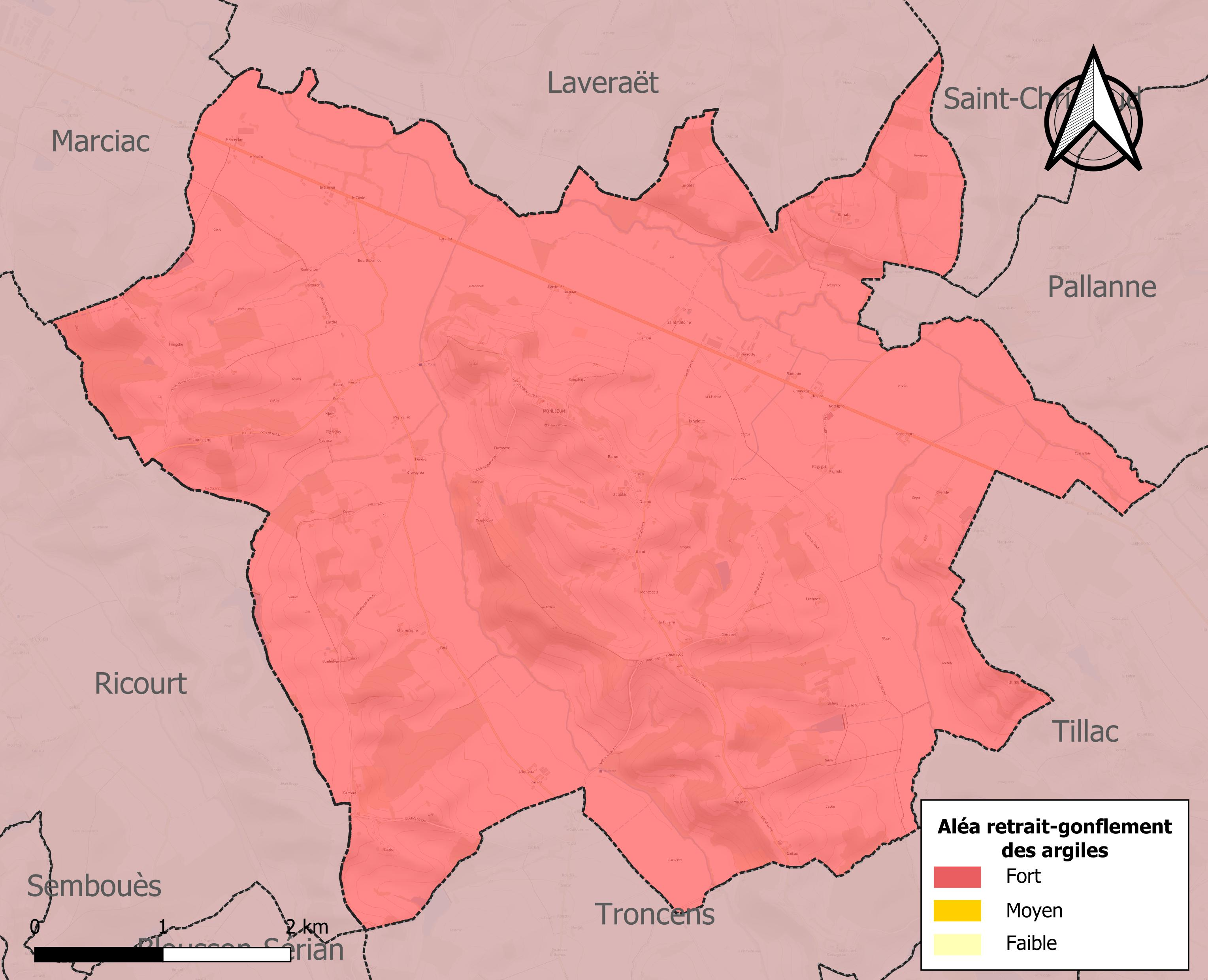
Carte des zones d'aléa retrait-gonflement des sols argileux de Monlezun.

Le retrait-gonflement des sols argileux est susceptible d'engendrer des dommages importants aux bâtiments en cas d’alternance de périodes de sécheresse et de pluie. La totalité de la commune est en aléa moyen ou fort (94,5 % au niveau départemental et 48,5 % au niveau national). Sur les 111 bâtiments dénombrés sur la commune en 2019, 111 sont en aléa moyen ou fort, soit 100 %, à comparer aux 93 % au niveau départemental et 54 % au niveau national. Une cartographie de l'exposition du territoire national au retrait gonflement des sols argileux est disponible sur le site du BRGM,.
Par ailleurs, afin de mieux appréhender le risque d’affaissement de terrain, l'inventaire national des cavités souterraines permet de localiser celles situées sur la commune.
La commune a été reconnue en état de catastrophe naturelle au titre des dommages causés par les inondations et coulées de boue survenues en 1999 et 2009. Concernant les mouvements de terrains, la commune a été reconnue en état de catastrophe naturelle au titre des dommages causés par la sécheresse en 1989 et 2002 et par des mouvements de terrain en 1999.
Monlezun se situe en zone de sismicité 2 (sismicité faible).

## Politique et administration

### Rattachements administratifs et électoraux

#### Rattachements administratifs
La commune se trouve dans l'arrondissement de Mirande du département de du Gers.
Elle faisait partie depuis 1793 du canton de Marciac. Dans le cadre du redécoupage cantonal de 2014 en France, cette circonscription administrative territoriale a disparu, et le canton n'est plus qu'une circonscription électorale.

#### Rattachements électoraux
Pour les élections départementales, la commune fait partie depuis 2014 du canton de Pardiac-Rivière-Basse.
Pour l'élection des députés, elle fait partie de la première circonscription du Gers.

### Intercommunalité
Monlezun est membre de la communauté de communes Bastides et Vallons du Gers, un établissement public de coopération intercommunale (EPCI) à fiscalité propre créé fin 2000 et auquel la commune a transféré un certain nombre de ses compétences, dans les conditions déterminées par le code général des collectivités territoriales.

### Liste des maires
| Période                                  | Période                       | Identité        | Étiquette | Qualité                               |
| ---------------------------------------- | ----------------------------- | --------------- | --------- | ------------------------------------- |
| Les données manquantes sont à compléter. |                               |                 |           |                                       |
|                                          |                               |                 |           |                                       |
| mars 1989                                | novembre 2022                 | Michel Lille    | PCF       | Agriculteur retraité Mort en fonction |
| février 2023                             | En cours (au 12 janvier 2024) | Patricia Pascal |           | Ancienne profession intermédiaire     |

## Équipements et services publics

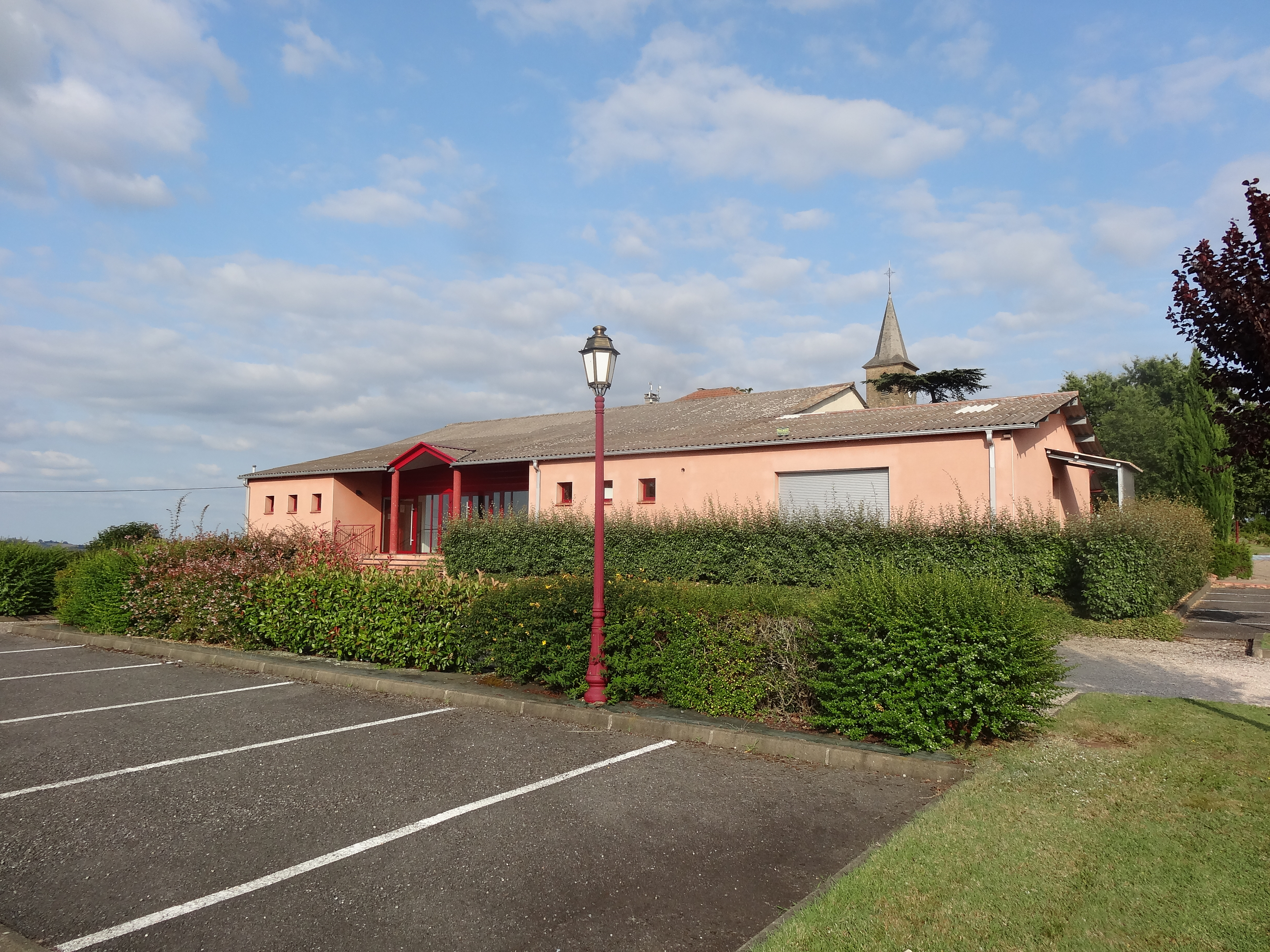
La salle des fêtes.
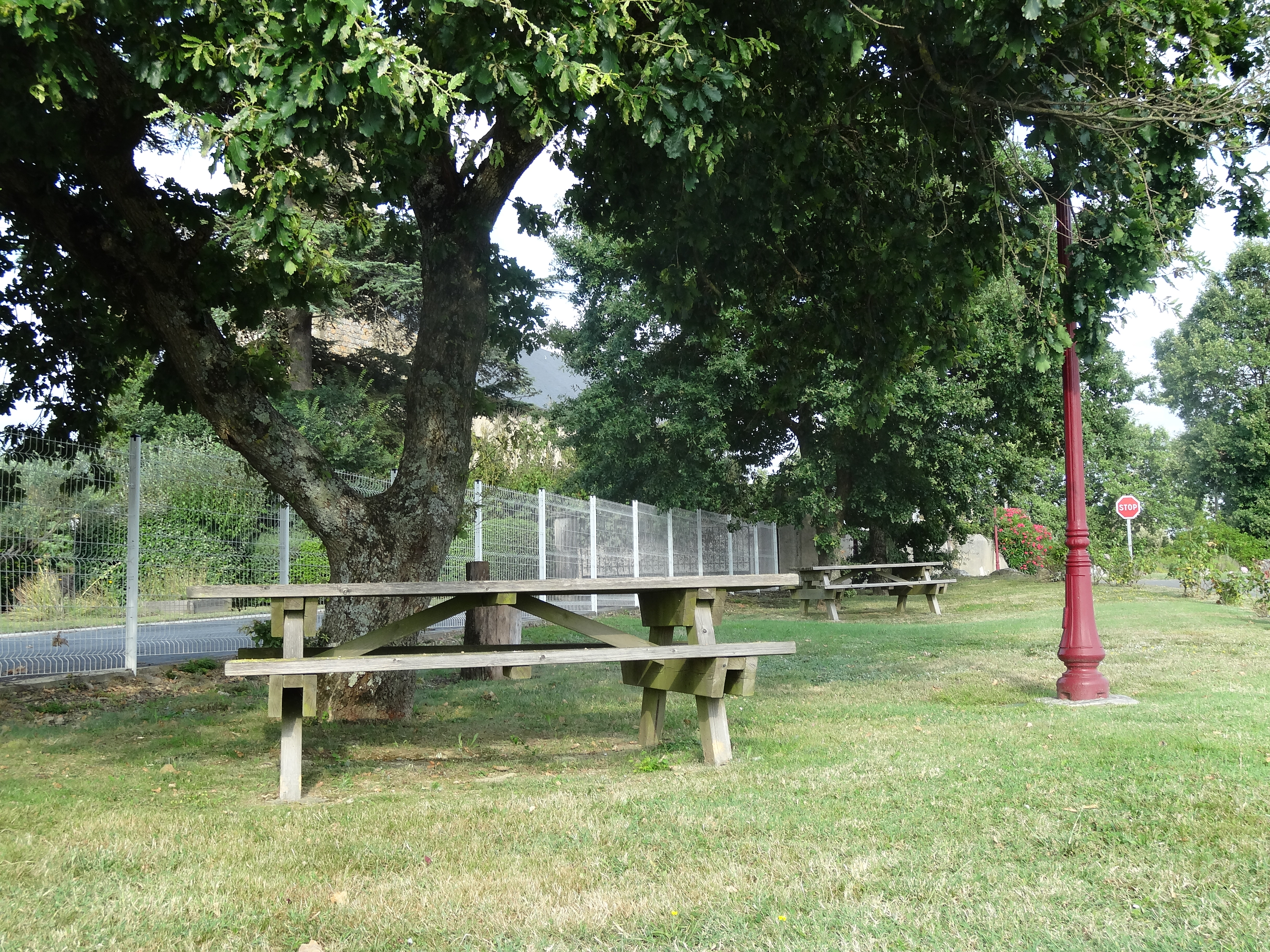
Espace de pique-nique.

## Population et société
Les habitants sont appelés les Monlezanais ou  Monlezanaises.

### Démographie
L'évolution du nombre d'habitants est connue à travers les recensements de la population effectués dans la commune depuis 1793. Pour les communes de moins de 10 000 habitants, une enquête de recensement portant sur toute la population est réalisée tous les cinq ans, les populations de référence des années intermédiaires étant quant à elles estimées par interpolation ou extrapolation. Pour la commune, le premier recensement exhaustif entrant dans le cadre du nouveau dispositif a été réalisé en 2005.

En 2022, la commune comptait 162 habitants, en évolution de −18,18 % par rapport à 2016 (Gers : +1,04 %, France hors Mayotte : +2,11 %).
| 1793 | 1800 | 1806 | 1821 | 1831 | 1841 | 1846 | 1851 | 1856 |
| ---- | ---- | ---- | ---- | ---- | ---- | ---- | ---- | ---- |
| 548  | 480  | 576  | 606  | 700  | 778  | 748  | 782  | 746  |

| 1861 | 1866 | 1872 | 1876 | 1881 | 1886 | 1891 | 1896 | 1901 |
| ---- | ---- | ---- | ---- | ---- | ---- | ---- | ---- | ---- |
| 717  | 678  | 658  | 656  | 636  | 622  | 521  | 496  | 465  |

| 1906 | 1911 | 1921 | 1926 | 1931 | 1936 | 1946 | 1954 | 1962 |
| ---- | ---- | ---- | ---- | ---- | ---- | ---- | ---- | ---- |
| 436  | 454  | 367  | 352  | 350  | 368  | 306  | 304  | 265  |

| 1968 | 1975 | 1982 | 1990 | 1999 | 2005 | 2006 | 2010 | 2015 |
| ---- | ---- | ---- | ---- | ---- | ---- | ---- | ---- | ---- |
| 218  | 179  | 195  | 199  | 189  | 200  | 203  | 198  | 198  |

| 2020 | 2022 | - | - | - | - | - | - | - |
| ---- | ---- | - | - | - | - | - | - | - |
| 171  | 162  | - | - | - | - | - | - | - |

Monlezun est une commune rurale qui a connu un pic de population de 782 habitants en 1851.

## Économie

### Revenus
En 2018  (données Insee publiées en septembre 2021), la commune compte 78 ménages fiscaux, regroupant 177 personnes. La médiane du revenu disponible par unité de consommation est de 18 350 € (20 820 € dans le département).

### Emploi
|                | 2008  | 2013  | 2018   |
| -------------- | ----- | ----- | ------ |
| Commune        | 9,7 % | 4,2 % | 11,7 % |
| Département    | 6,1 % | 7,5 % | 8,2 %  |
| France entière | 8,3 % | 10 %  | 10 %   |

En 2018, la population âgée de 15 à 64 ans s'élève à 113 personnes, parmi lesquelles on compte 64,1 % d'actifs (52,4 % ayant un emploi et 11,7 % de chômeurs) et 35,9 % d'inactifs,. Depuis 2008, le taux de chômage communal (au sens du recensement) des 15-64 ans est supérieur à celui de la France et du département.
La commune est hors attraction des villes,. Elle compte 25 emplois en 2018, contre 48 en 2013 et 39 en 2008. Le nombre d'actifs ayant un emploi résidant dans la commune est de 59, soit un indicateur de concentration d'emploi de 43 % et un taux d'activité parmi les 15 ans ou plus de 42,9 %.
Sur ces 59 actifs de 15 ans ou plus ayant un emploi, 16 travaillent dans la commune, soit 28 % des habitants. Pour se rendre au travail, 75,9 % des habitants utilisent un véhicule personnel ou de fonction à quatre roues, 1,9 % s'y rendent en deux-roues, à vélo ou à pied et 22,2 % n'ont pas besoin de transport (travail au domicile).

### Activités hors agriculture
16 établissements sont implantés  à Monlezun au 31 décembre 2019.
Le secteur du commerce de gros et de détail, des transports, de l'hébergement et de la restauration est prépondérant sur la commune puisqu'il représente 25 % du nombre total d'établissements de la commune (4 sur les 16 entreprises implantées  à Monlezun), contre 27,7 % au niveau départemental.

### Agriculture
La commune est dans la Rivière Basse, une petite région agricole occupant une partie ouest du département du Gers. En 2020, l'orientation technico-économique de l'agriculture  sur la commune est l'élevage de volailles.
|               | 1988  | 2000  | 2010  | 2020  |
| ------------- | ----- | ----- | ----- | ----- |
| Exploitations | 29    | 20    | 17    | 15    |
| SAU (ha)      | 1 154 | 1 371 | 1 548 | 1 370 |

Le nombre d'exploitations agricoles en activité et ayant leur siège dans la commune est passé de 29 lors du recensement agricole de 1988  à 20 en 2000 puis à 17 en 2010 et enfin à 15 en 2020, soit une baisse de 48 % en 32 ans. Le même mouvement est observé à l'échelle du département qui a perdu pendant cette période 51 % de ses exploitations,. La surface agricole utilisée sur la commune a quant à elle augmenté, passant de 1 154 ha en 1988 à 1 370 ha en 2020. Parallèlement la surface agricole utilisée moyenne par exploitation a augmenté, passant de 40 à 91 ha.

## Culture locale et patrimoine

### Lieux et monuments
- Château féodal en ruines ;
- Église Saint-Martin ;
- GR 653.

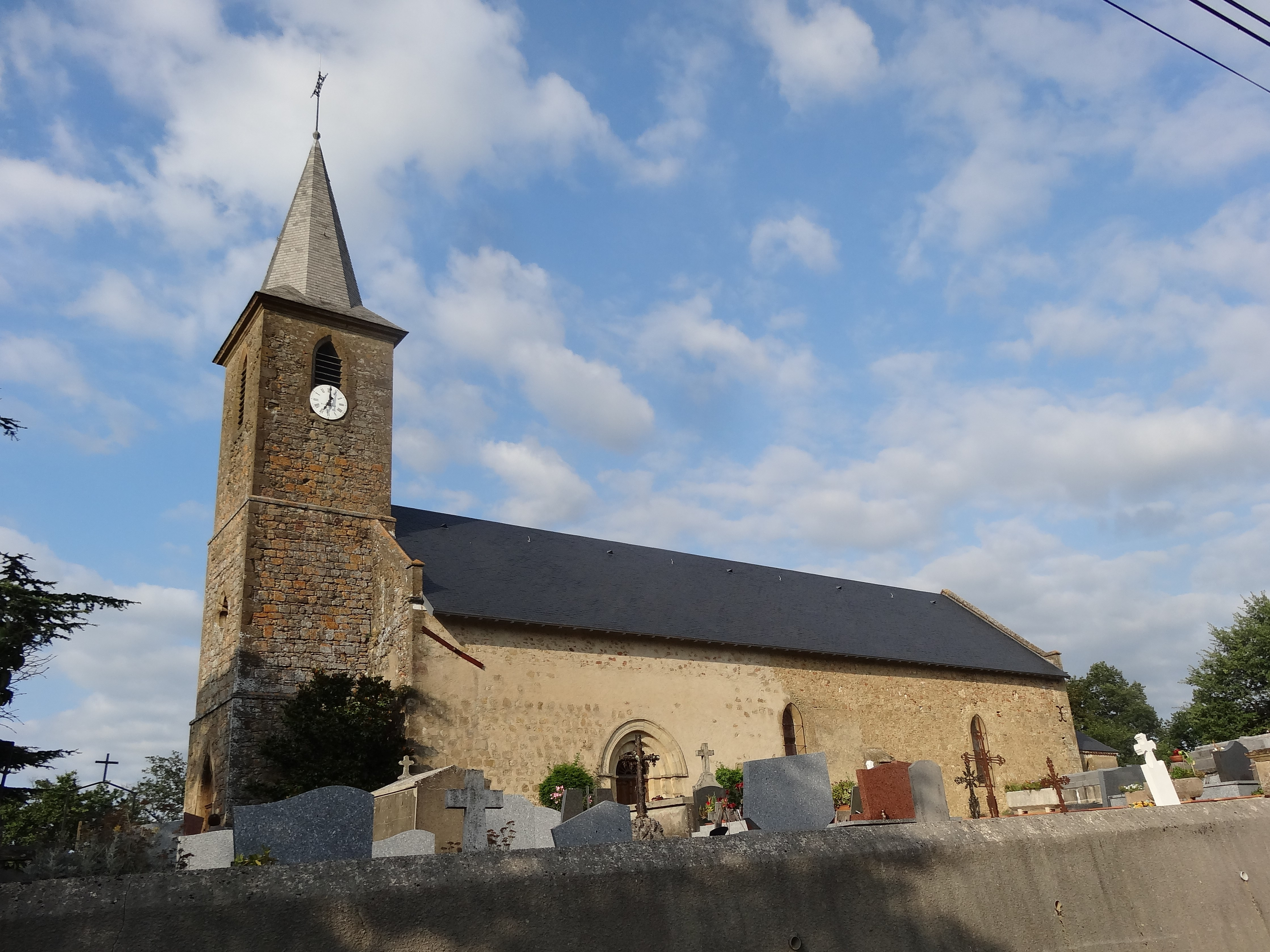
L'église Saint-Martin.
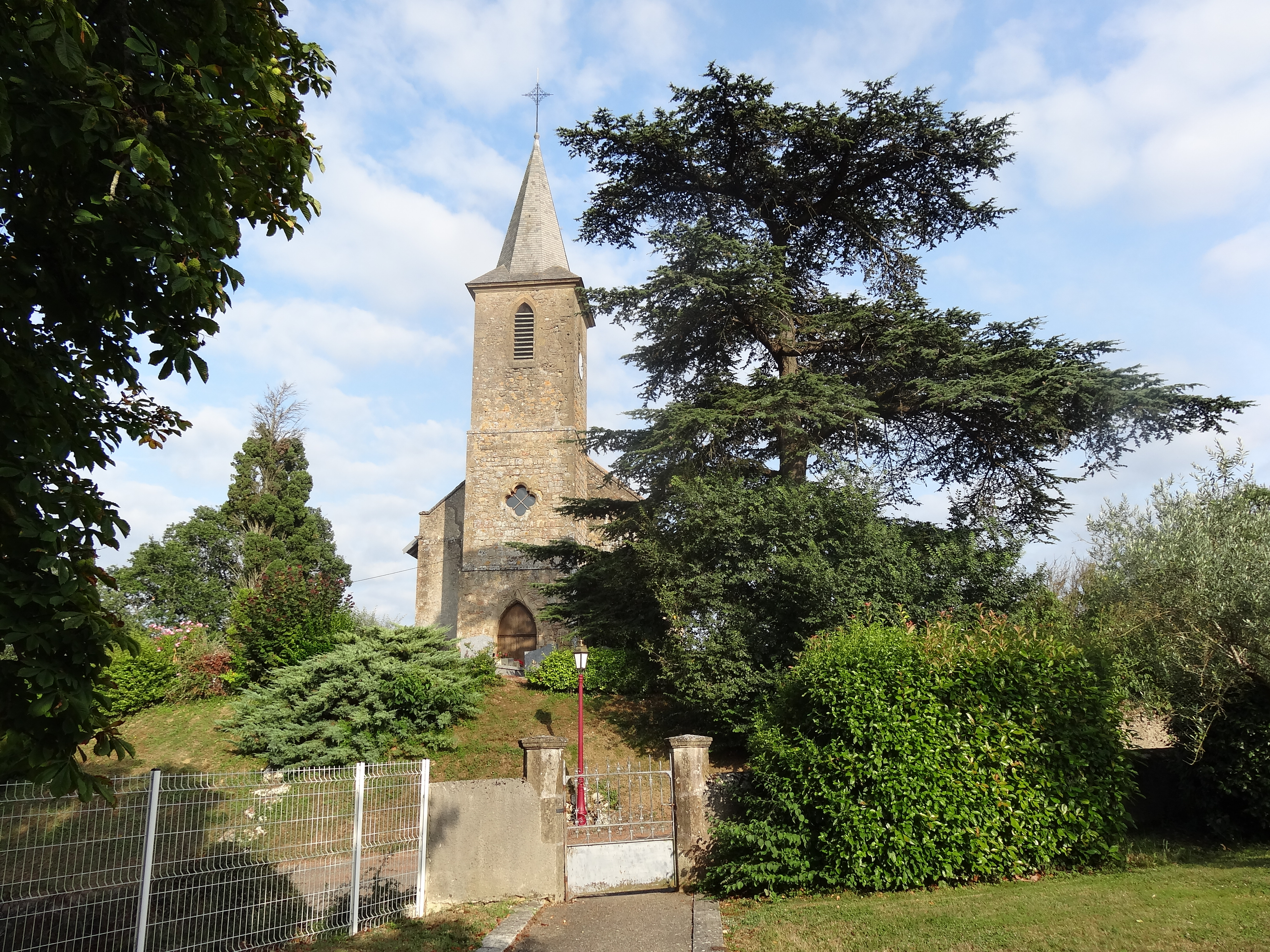
Autre vue de l'église.
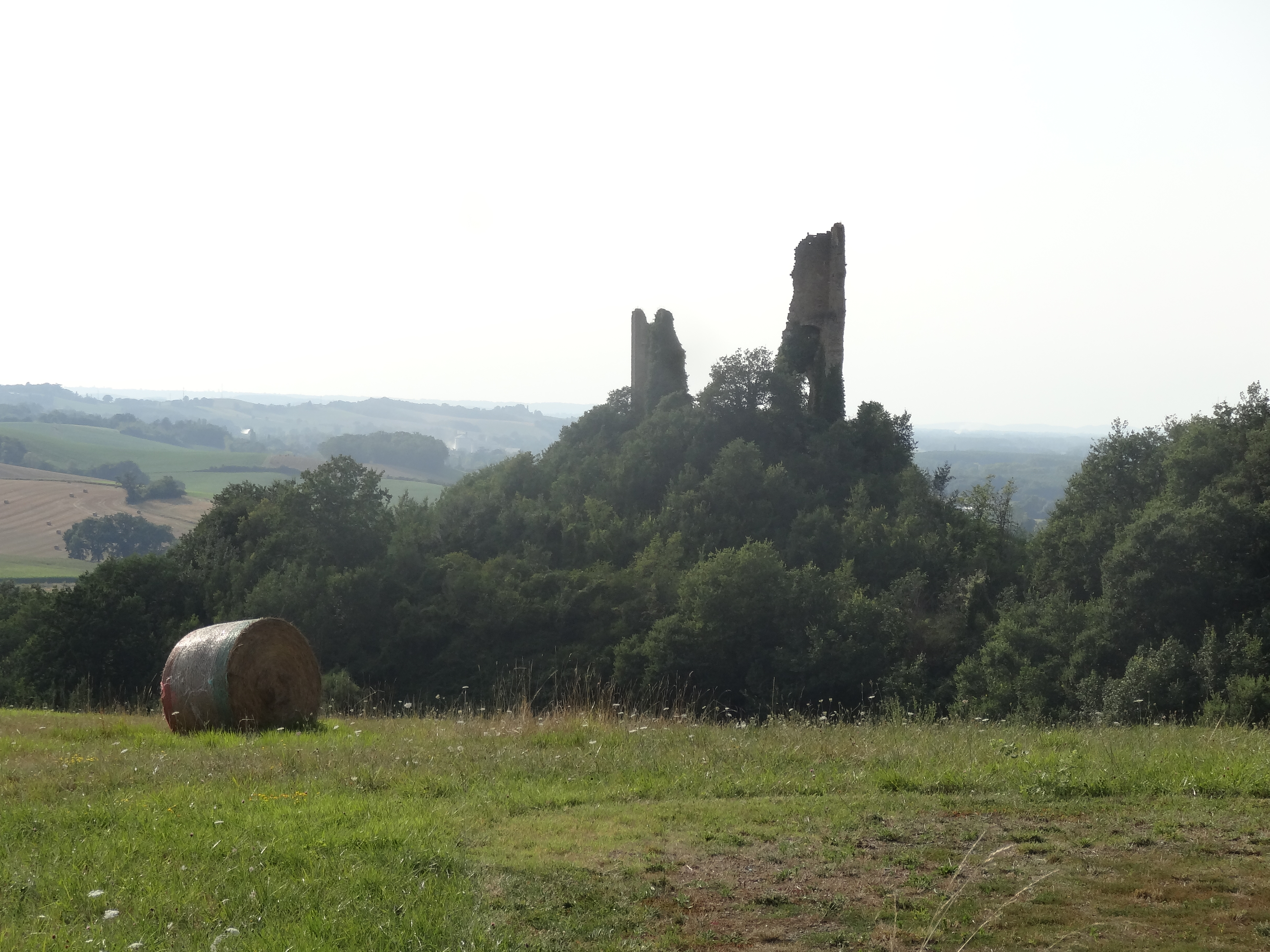
Les ruines du château.
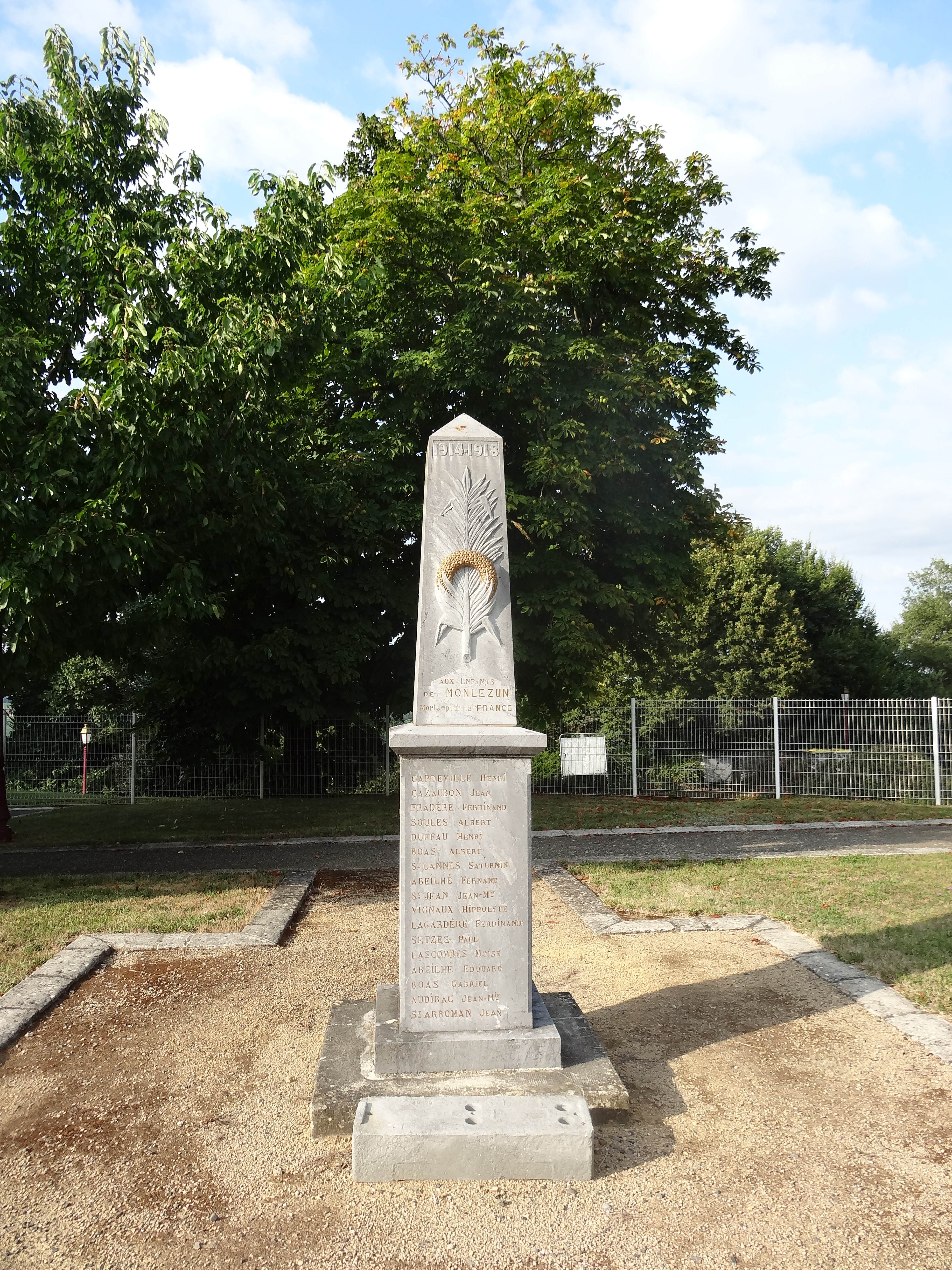
Le monument aux morts.
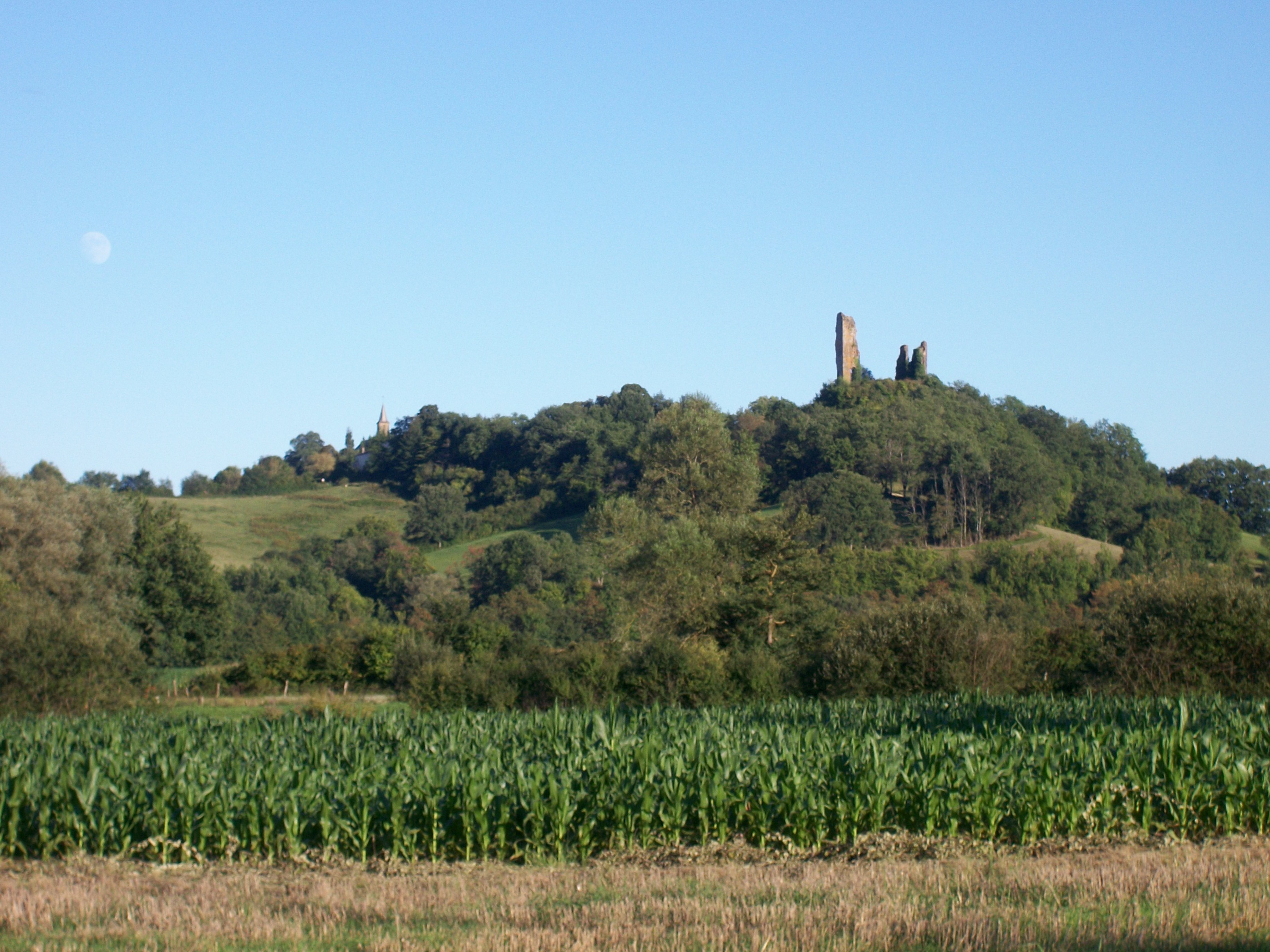
Le village vu depuis la D3.

## Pour approfondir